# Af Wirsén
af Wirsén var en svensk adelsätt som adlades 1812 och introducerades samma år. Den utslocknade på svärdssidan 1946 med envoyén Einar af Wirsén, och på spinnsidan på 2000-talet.[när?]

## Historia
Ätten utgår från revisorn vid arméns flotta Johan Wirsén som tog namnet Wirsén efter sin hemsocken Virserum i Småland, där hans far, Karl Kebbesson, bodde i Björkmossa by. Modern hette Märta Sylvius och var ättling till Sursillarna i Finland.
Johan Wirséns äldre son Carl Johan af Wirsén adlades 1812 och blev stamfader för adliga ätten af Wirsén (nummer 2221). Ätten slocknade på svärdssidan med Carl Johans sonsons son, akademisekreteraren Carl David af Wirséns son envoyén Einar af Wirsén (1875-1946) som var ett av vittnena till det armeniska folkmordet. Den fortlever dock ännu (2003) på spinnsidan genom Einars dotter Diane Luciak (född 1935).
Carl Johan af Wirséns yngre bror, Gustaf Fredrik Wirsén blev också adlad 1812 samman med sin bror men med namnet Wirsén utan prefix.
Wirséns väg i Rockhammar i Lindesbergs kommun är uppkallad efter att Carl David af Wirsén och hans systrar ärvt bruket från fadern Thure af Wirsén som i egenskap av svärson till von Schulzenheim övertagit bruket och utnämnts till disponent 1848. Carl David överlät driften av bruket på svågrarna.